# Blood and Belief
Blood and Belief – trzeci studyjny album brytyjskiej heavymetalowej grupy BLAZE. Wydana została 8 czerwca 2004 roku nakładem wytwórni Steamhammer.

## Lista utworów
1. Alive [04:07]
2. Ten Seconds	[04:29]
3. Blood and Belief [06:32]
4. Life and Death [05:11]
5. Tearing Yourself to Pieces [05:48]
6. Hollow Head	[04:02]
7. Will to Win	[04:53]
8. Regret [05:52]
9. The Path and the Way [04:53]
10. Soundtrack of My Life [05:34]